# Мехільйонес
Мехільйонес (ісп. Mejillones) — місто і морський порт в Чилі. Адміністративний центр однойменної комуни. Населення міста — 7825 осіб (2002). Місто і комуна входить до складу регіону регіону Антофагаста та провінції Антофагаста.
Територія комуни — 3804 км². Чисельність населення — 8395 жителів (2006). Щільність населення — 2,2 ос./км².